# Apsines
Apsines de Gadara (en griego antiguo: Ἀψίνης) fue un retórico griego del siglo III d. C. Estudió en Esmirna y enseñó en Atenas, obteniendo tal reputación que fue ascendido a cónsul por el emperador Maximino. Fue rival de Frontón de Emesa y un amigo de Filóstrato de Atenas, el autor de las Vidas de los Sofistas, quien alaba su memoria maravillosa y su nivel de exactitud.
Se destacan dos de sus tratados sobre retórica: Τέχνη ῥητορική «Arte retótico», un manual de retórica que en gran parte fue interpolado, una porción considerable fue tomada de la Retórica de Longinus; y un trabajo más pequeño, Περὶ ἐσχηματισμένων προβλημάτων «Sobre proposiciones sostenidas figurativamente».

## Ediciones
- Jan Bake (1849)
- Spengel-Hammer, Rhetores Graeci (1894)
- Mervin R. Dilts Y George Un. Kennedy, eds., Dos Tratados Griegos Retóricos del Imperio Romano (Brill, 1997)